# Stefan Prek
Stefan Tadeusz Borck Prek herbu własnego (ur. 22 października 1831, zm. 28 kwietnia 1908 w Pantalowicach Górnych) – polski właściciel ziemski, działacz społeczny, gospodarczy i samorządowy.

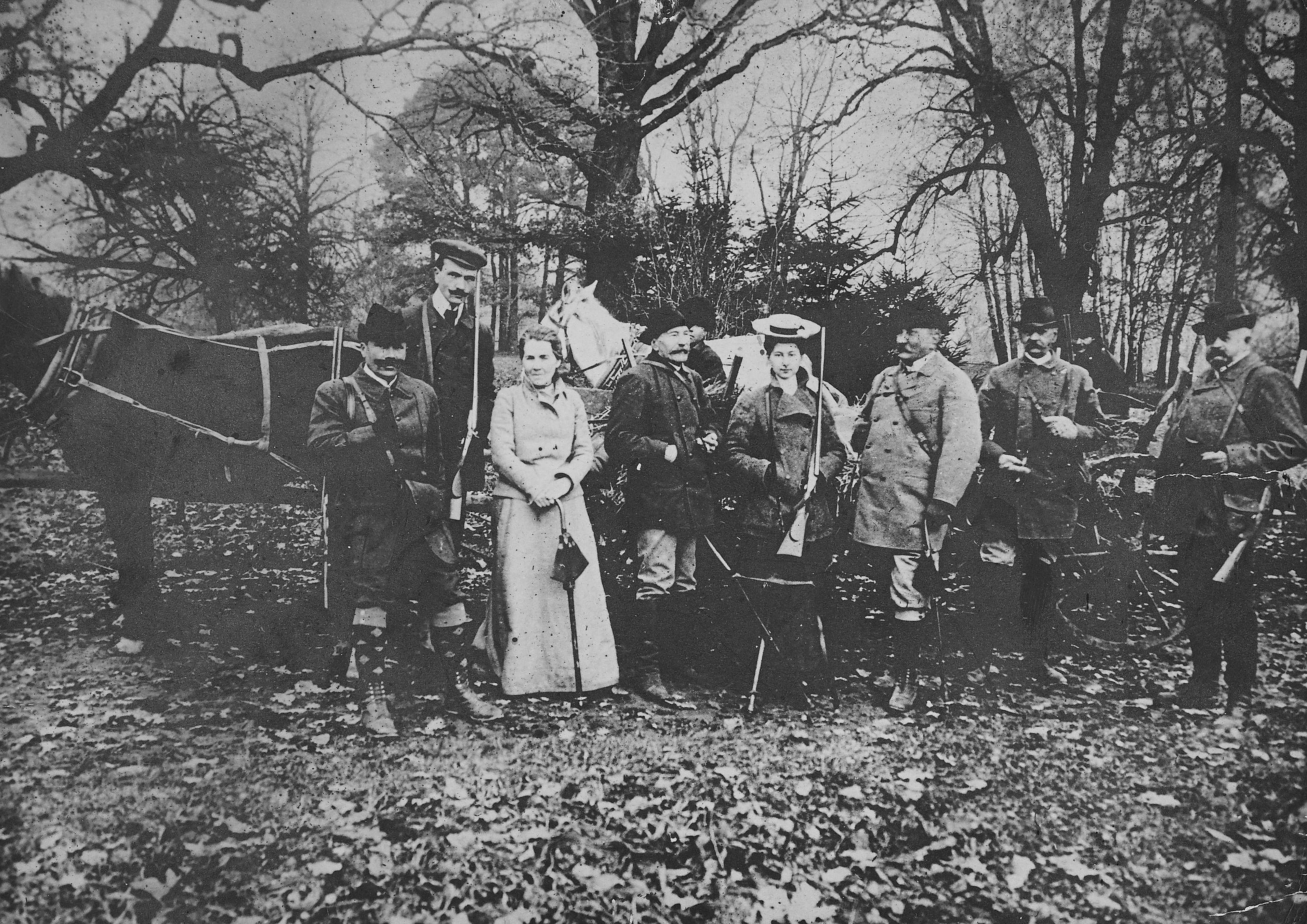
Od lewej: Piotr Łastowiecki, hr. Roman Scipio, P. Gaillard, Władysław Bzowski, Karolina Przedrzymirska, Eustachy Wolski, Stefan Borck-Prek, Teofil Żurowski (Pantalowice przed 1904).

## Życiorys
Stefan Tadeusz Prek urodził się 22 października 1831. Był synem Stanisława Romana Preka (1794-1869, oficer wojsk polskich, powstaniec listopadowy) i Karoliny Prek z domu Ruckiej. Poślubił Zofię z domu Cybulską. Miała syna Lucjana (ur. 1872).
Brał udział w powstaniu styczniowym w 1863. Od młodości zamieszkiwał w rodzinnych Pantalowicach, gdzie przez całe życie zajmował się gospodarstwem, które sukcesywnie rozwijał. Po matce został właścicielem dóbr tabularnych Pantalowice Dolne i Górne, które w 1886 posiadał wraz z Władysławem Bzowskim, a po okresie innych właścicieli około 1890, ponownie władał Pantalowicami Dolnymi i Górnymi wraz z Władysławem Bzowskim około 1897. Według stanu z 1904 właścicielem Pantalowic Dolnych był Władysław Bzowskich, a Górnymi władał Stefan Prek, a w 1905 dobrami władali Stefan i Zofia Prek. W ewidencjach z 1914 i z 1914 jako właściciele dóbr w Pantalowicach Dolnych i Górnych figurowali M. hr. Brunicka i Stefan Prek. Także po matce (aczkolwiek w późniejszych latach) Stefan Prek przejął dobra Zagórze, które posiadał w latach 80., zaś analogicznie po okresie władania przez innych właścicieli (ok. 1890), przejął je ponownie i posiadał w latach 90.. Ponadto objął dobra ziemskie w Rączynie, które w 1890 posiadał wraz z żoną Zofią w 1897 samodzielnie, w 1904, 1905 ponownie z Zofią.
W latach od około 1861 do około 1881 figurował jako czynny członek C. K. Galicyjskiego Towarzystwa Gospodarsko-Rolniczego w Krakowie (analogicznie Tadeusz Prek). Był też członkiem C. K. Galicyjskiego Towarzystwa Gospodarskiego we Lwowie, od około 1871 do około 1888 oddziału jarosławskiego, a od około 1888 do około 1905 oddziału jarosławsko-łańcuckiego (w grudniu 1891 wybrany do Rady oddziału. Był działaczem wydziału okręgowego C. K. Galicyjskiego Towarzystwa Kredytowego Ziemskiego Łańcut-Kolbuszowa; od około 1873 do około 1881 był członkiem wydziału, od około 1881 do około 1906 zastępcą prezesa wydziału.
Jako właściciel ziemski wybrany z grupy większych posiadłości od około 1870 do około 1877 był członkiem Rady c. k. powiatu łańcuckiego, w tym około 1876/1877 był jednocześnie zastępcą członka wydziału. Następnie, od około 1878 do około 1884 ponownie był członkiem Rady i zastępcą członka wydziału, potem od około 1890 do około 1903 wyłącznie zasiadał w Radzie, zaś od około 1904 do 1908 był po raz wtóry członkiem Rady i zastępcą członka wydziału.
Od 1875 do około 1899 zasiadał w radzie nadzorczej Towarzystwa Wzajemnych Ubezpieczeń w Krakowie. Od około 1877 do około 1885 był zaprzysiężonym taksatorem dóbr przy C. K. Sądzie Obwodowym w Rzeszowie. Od około 1881 do około 1883 był członkiem C. K. Powiatowej Komisji Szacunkowej w Łańcucie. Został wylosowany do grona sędziów przysięgłych przy C. K. Sądzie Obwodowym w Rzeszowie na kadencję od 1 grudnia 1891. Od około 1895 przez wiele lat był kuratorem Szkoły Koronkarskiej w Kańczudze (figurował nadal po 1908).
Zmarł 28 kwietnia 1908 w Pantalowicach Górnych.